# Giochi della XXXIV Olimpiade
I Giochi della XXXIV Olimpiade (in inglese Games of the XXXIV Olympiad), informalmente noti come Los Angeles 2028, o LA 28, si terranno a Los Angeles, negli Stati Uniti d'America, dal 14 al 30 luglio 2028.
L'assegnazione dell'evento è stata ufficializzata il 13 settembre 2017 durante la 131ª Sessione del CIO svoltasi a Lima, Perù. Los Angeles diventerà la terza città, dopo Londra e Parigi, ad ospitare per tre volte i Giochi olimpici estivi, dopo le edizioni del 1932 e del 1984.
Complessivamente sarà la quinta edizione delle Olimpiadi estive ospitata negli Stati Uniti, dopo le due precedenti edizioni di Los Angeles e quelle di Saint Louis 1904 e Atlanta 1996.

## Assegnazione
Il 16 settembre 2015, il Comitato Olimpico Internazionale annunciò le cinque candidate per ospitare i Giochi olimpici del 2024: Budapest, Amburgo, Los Angeles, Parigi e Roma. Allo stesso tempo furono annunciate anche le tappe del processo di selezione. In seguito Budapest, Amburgo e Roma ritirarono la loro candidatura lasciando in corsa solo Parigi e Los Angeles, similmente a quanto accaduto nel processo di selezione per le Olimpiadi invernali del 2022, dove 4 delle 6 candidate si ritirarono prima del voto finale.
Il 9 giugno 2017, a causa dei tre ritiri, il comitato esecutivo del CIO si riunì a Losanna per discutere delle candidature per il 2024 e 2028, e il successivo 11 luglio 2017 durante una sessione straordinaria venne ufficialmente proposto di assegnare contemporaneamente i Giochi olimpici del 2024 e del 2028. Il 31 luglio 2017 il CIO annunciò Los Angeles come sola candidata per il 2028, lasciando invece Parigi come sola candidata per il 2024. Il 13 settembre 2017, durante la 131ª Sessione del CIO tenutasi a Lima, Perù, l'evento fu assegnato a Los Angeles con l'unanimità dei voti.
| Città       | Nazione     | Voti                                |
| ----------- | ----------- | ----------------------------------- |
| Los Angeles | Stati Uniti | Unanime                             |
| Parigi      | Francia     | Scelta per ospitare l'edizione 2024 |
| Amburgo     | Germania    | Ritirate                            |
| Roma        | Italia      | Ritirate                            |
| Budapest    | Ungheria    | Ritirate                            |

## Sviluppo e preparazione

### Organizzazione
Il Los Angeles Organising Committee for the 2028 Olympic and Paralympic Games (LAOCOG), istituito il 31 luglio 2017, si occuperà di pianificare e organizzare i Giochi olimpici del 2028, in conformità con il contratto stipulato con il Comitato Olimpico Internazionale (CIO). Il LAOCOG è presieduto da Casey Wasserman.

### Trasporti

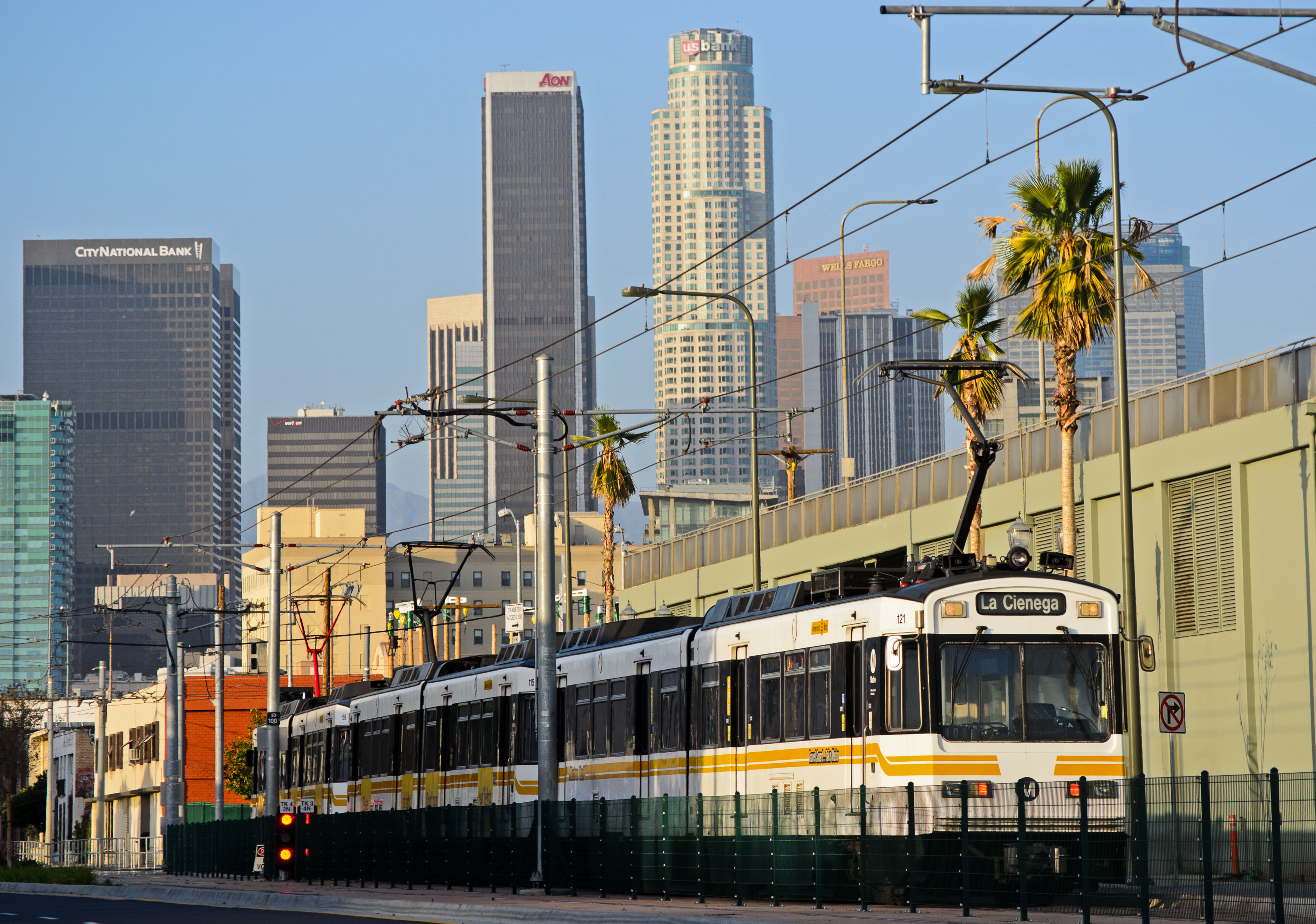
Un treno della linea E nel centro di Los Angeles.

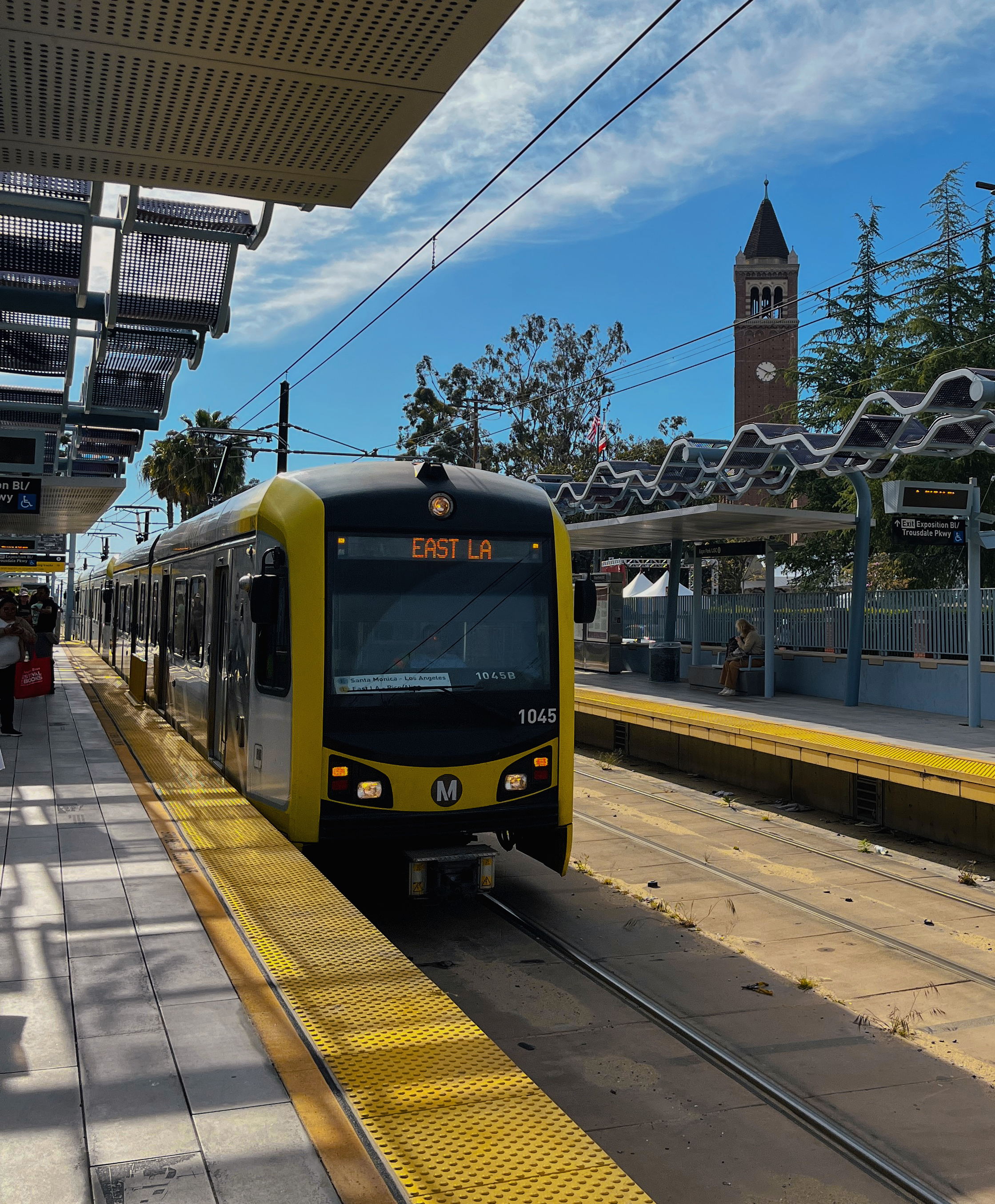
Un treno della linea E alla stazione Expo Park/USC

L'iniziativa Twenty-eight by '28 è un progetto promulgato dall'allora sindaco Eric Garcetti che prevede che l'azienda di trasporto pubblico della città, la Los Angeles County Metropolitan Transportation Authority, completi 28 progetti di infrastrutture di transito prima dell'inizio dei Giochi. La maggior parte di questi progetti erano già nella fase di pianificazione al momento della selezione della città ospitante, ma molti vennero considerati prioritari e furono accelerati, con altri progetti minori che vennero aggiunti all'interno del programma. Nell'agosto 2024, il Sindaco Karen Bass ha annunciato che Los Angeles sta pianificando le Olimpiadi per essere "libere dalle auto", con gli stessi organizzatori che le hanno ideate secondo il principio del "prima il trasporto pubblico". Oltre al miglioramento del trasporto pubblico, la Bass ha anche annunciato che ulteriori strategie saranno attuate durante il periodo dei Giochi, come per esempio l'incoraggiamento allo smart working.
La linea K della metropolitana di Los Angeles, dopo numerosi rinvii a partire dal 2019, è stata finalmente inaugurata il 7 ottobre 2022. La linea collega il sobborgo di Crenshaw, la città di Inglewood e il sobborgo di Westchester. La linea K sarà collegata anche a un people mover, in costruzione dal 2018, che collegherà l'aeroporto Internazionale di Los Angeles con la stazione LAX/Metro Transit Center, con l'apertura prevista al gennaio 2026. È stato proposto anche un altro people mover, l'Inglewood Transit Connector, che fornirà dei collegamenti tra la linea K e le sedi olimpiche di Inglewood. Per la realizzazione dell'infrastruttura sono stati stanziati 1,4 miliardi di dollari.
Mentre vari miglioramenti infrastrutturali erano già stati previsti a prescindere dall'esito della selezione, il prolungamento della linea D sarà accelerata per prevedere l'entrata in funzione per le Olimpiadi. Sono stati previste tre fasi nel progetto di estensione della linea. La prima fase, che sarà completata entro il 2025, prolungherà la linea D dalla stazione di Wilshire/Western alla nuova stazione di Wilshire/La Cienega. La seconda fase, la cui conclusione è prevista per il 2026, collegherà la linea D al quartiere di Century City mentre la terza e ultima fase prevederà l'estensione fino al West Los Angeles VA Medical Center di Westwood, con una previsione di fine lavori al 2027. Questa fase prevederà anche la realizzazione di una stazione vicino la UCLA, collegando il villaggio olimpico all'impianto sportivo Pauley Pavilion. I lavori di costruzione sono stati avviati nel 2014 e attualmente stanno procedendo secondo i tempi prestabiliti.
Il Regional Connector a Downtown è stato completato nel 2023. Il progetto ha collegato la linea E, che collega già le sedi a Santa Monica alle sedi dell'Exposition Park e nel centro di Los Angeles, alla metà meridionale della veccia linea L, fornendo collegamenti diretti tra Santa Monica e East Lon Angeles. Il Regional Connector ha anche collegato la linea A con la metà settentrionale della linea L, fornendo collegamenti tra l'area di Long Beach e la Valle di San Gabriel passando per il centro di Los Angeles. Inoltre, la stazione di San Dimas della linea A consentirà di raggiungere il Frank G. Bonelli Regional Park, dove si terranno le gare di mountain bike.
Queste opere saranno finanziate dalla Misura R, un aumento temporaneo di mezzo centesimo sulle tasse sul commercio, e dalla Misura M, una continuazione dell'aumento dettato dalla Misura R più un aumento aggiuntivo permanente di un altro mezzo centesimo sulle tasse sul commercio. La Misura R è stata approvata dai votanti nel novembre 2008, mentre la Misura M nel novembre 2016. Entrambe le misure non sono correlate alle Olimpiadi, tant'è che l'approvazione tramite voto è avvenuta ben prima che la città di Los Angeles venisse nominata come città ospitante.

#### Autobus
Gli organizzatori di LA28 hanno esplicitato la necessità di ulteriori 2 700 autobus per consentire il corretto trasporto di spettatori e atleti durante i Giochi, duplicando l'attuale flotta a disposizione. L'azienda dei trasporti pubblici di Los Angeles ha stimato un budget tra i 700 milioni e il miliardo di dollari per coprire il costo relativo. L'azienda sta al momento chiedendo sovvenzioni federali e sta individuando altre agenzie di trasporto pubblico nazionale che abbiano necessità di autobus, in modo da agevolare la rivendita subito dopo la fine dei Giochi.

### Sedi di gara
La candidatura di Los Angeles venne concepita con l'intento di utilizzare per la maggior parte strutture esistenti o temporanee e alcuni impianti in costruzione o pianificati indipendentemente dai Giochi olimpici, come l'Intuit Dome e il SoFi Stadium. L'uso massiccio di impianti già esistenti o temporanei fu particolarmente lodato dal Comitato Olimpico Internazionale (CIO) nel momento dell'assegnazione dell'evento, in quanto pienamente in linea con l'Agenda 2020 approvata dal CIO nel 2014 e volta a rendere l'organizzazione dei giochi più economicamente sostenibile.
Tra il 2017 e il 2019 il Los Angeles Memorial Coliseum, che sarà la sede delle gare di atletica e delle cerimonie di apertura e chiusura, è stato sottoposto ad un importante intervento di ristrutturazione e restauro, che ha incluso la sostituzione di tutti i posti a sedere, l'aggiunta di nuove tribune d'onore e la riduzione della capienza complessiva da 92 348 a 77 500 spettatori. Futuri lavori dovranno invece essere eseguiti per installare nuovamente la pista di atletica. Insieme al Rose Bowl, sede di alcune gare di calcio, diventerà il primo stadio ad aver ospitato tre edizioni diverse dei Giochi olimpici.
Gli impianti saranno concentrati per la maggior parte in quattro zone o "Sports Park": Los Angeles Downtown, San Fernando Valley, South Bay e Long Beach. A causa della politica del CIO di non permettere sponsorizzazioni nei nomi delle sedi olimpiche, diversi impianti avranno un nome alternativo durante l'evento. Come per i Giochi olimpici del 1984, il villaggio olimpico sarà situato nel campus dell'Università della California a Los Angeles (UCLA), che sorge nel quartiere di Westwood, mentre l'USC ospiterà il villaggio dei media.
La Crypto.com Arena ospiterà la ginnastica e l'Intuit Dome ospiterà il basket. Il BMO Stadium, inaugurato nel 2018 come sede del Los Angeles FC della Major League Soccer, ospiterà le finali di football. Il SoFi Stadium, inaugurato nel 2020 come sede dei Los Angeles Rams e dei Los Angeles Chargers della NFL, ospiterà eventi di nuoto. Il Riviera Country Club ospiterà il golf.
Nel 2022, il Knight Riders Group e l'American Cricket Enterprises hanno annunciato i piani per un nuovo campo da cricket all'Orange County Great Park di Irvine; sebbene destinato principalmente ai Los Angeles Knight Riders della Major League Cricket, è stato considerato un potenziale luogo per le competizioni di cricket proposte durante le Olimpiadi.
Per ridurre i costi e utilizzare più strutture preesistenti, il comitato organizzatore ha annunciato modifiche ai suoi piani per alcune sedi nel giugno 2024. Il centro acquatico temporaneo che avrebbe dovuto essere costruito al Dedeaux Field della USC è stato scartato, a favore del SoFi Stadium per le gare di nuoto, di Long Beach per il nuoto artistico e dello storico Los Angeles Swim Stadium (costruito per i Giochi del 1932) per i tuffi. Con una configurazione pianificata per 38.000 spettatori, il SoFi Stadium sarà la più grande sede per il nuoto nella storia dei Giochi olimpici. L'equitazione è stata spostata a Temecula, California, mentre il softball e la canoa slalom sono stati spostati in sedi esistenti a Oklahoma City, in Oklahoma, invece di costruire nuove sedi per entrambi gli eventi nella contea di Los Angeles.

#### Zona Downtown

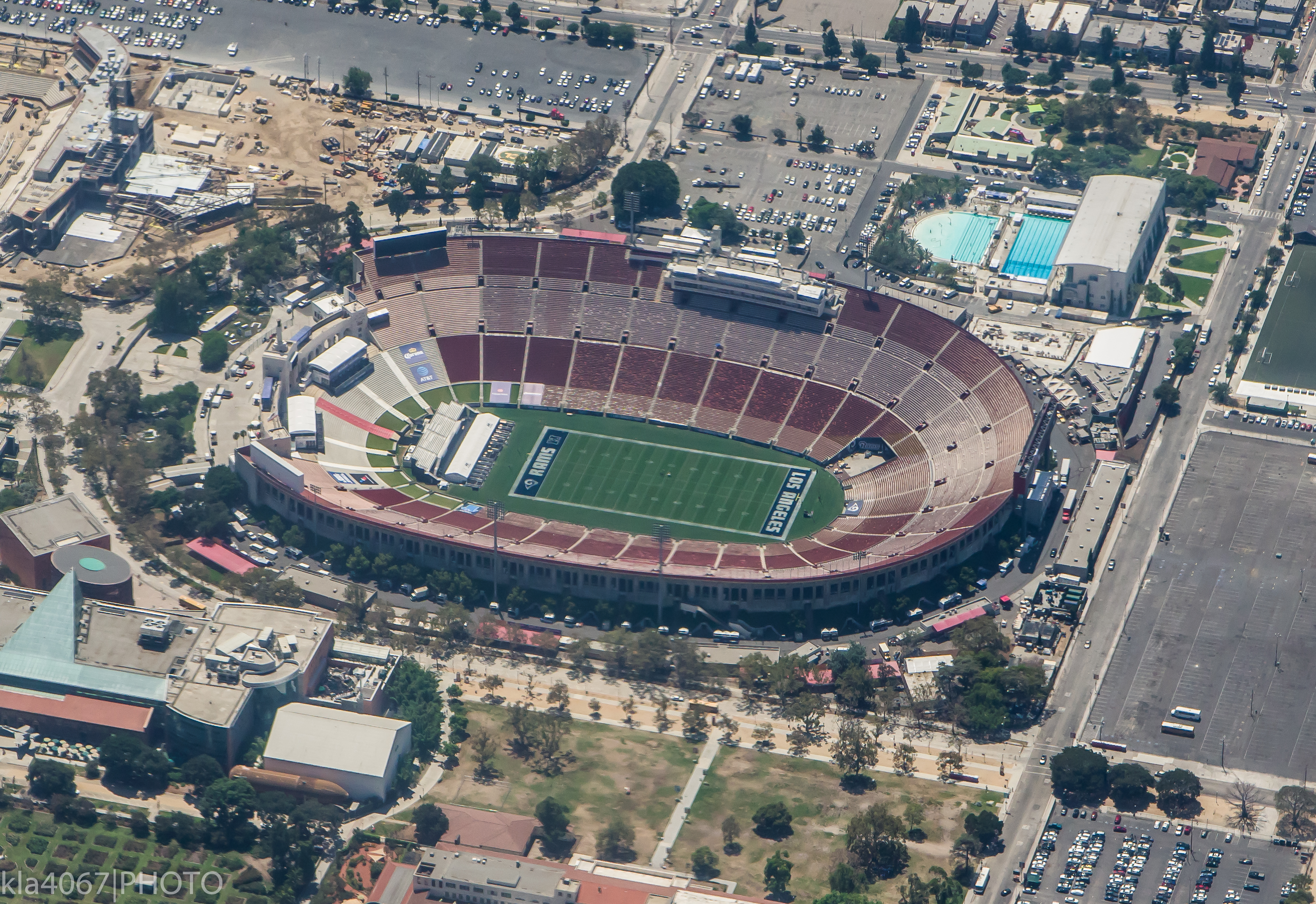
Il Los Angeles Memorial Coliseum visto dall'alto nell'agosto 2017.

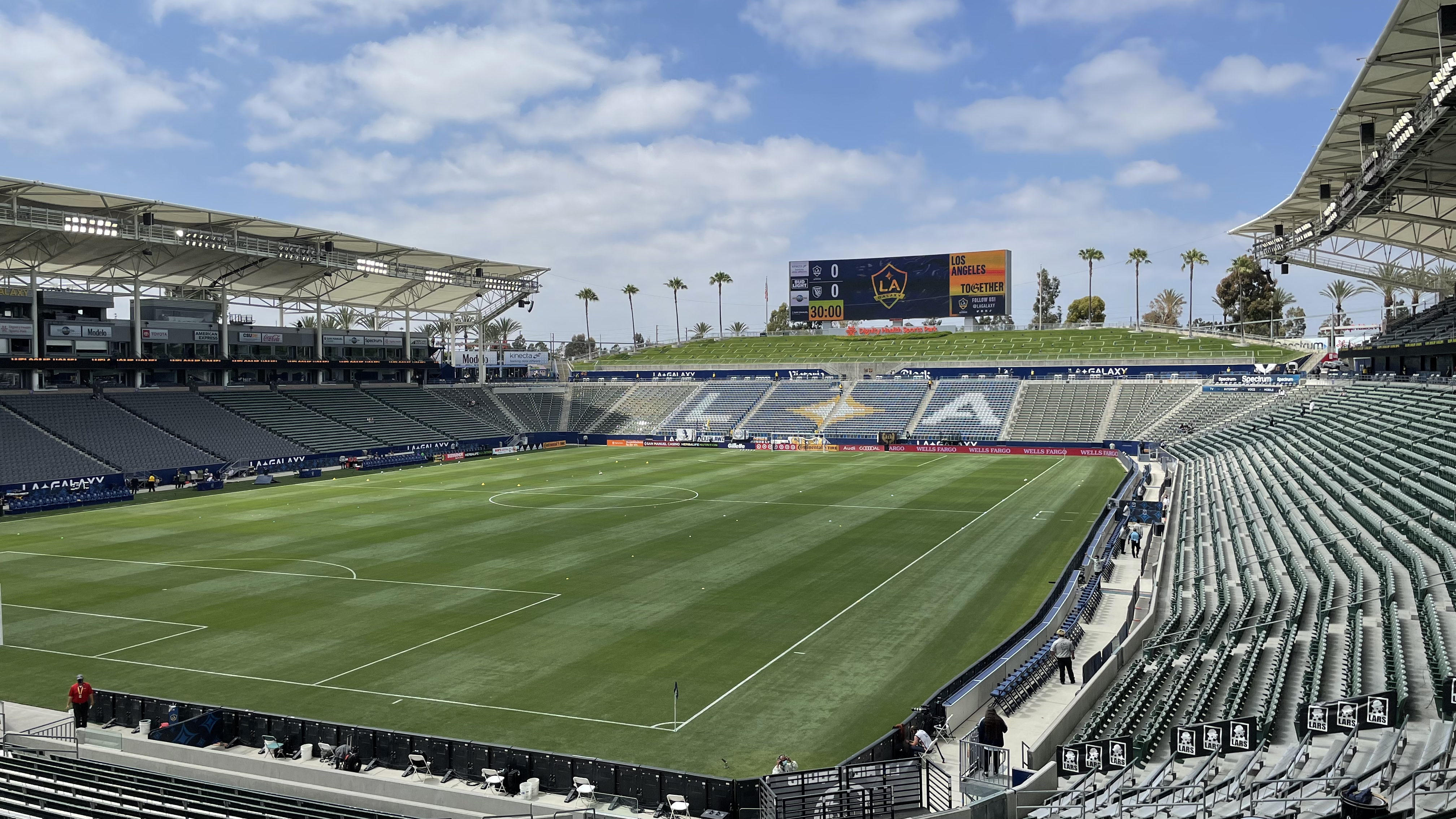
Interno dello stadio principale del Dignity Health Sports Park.

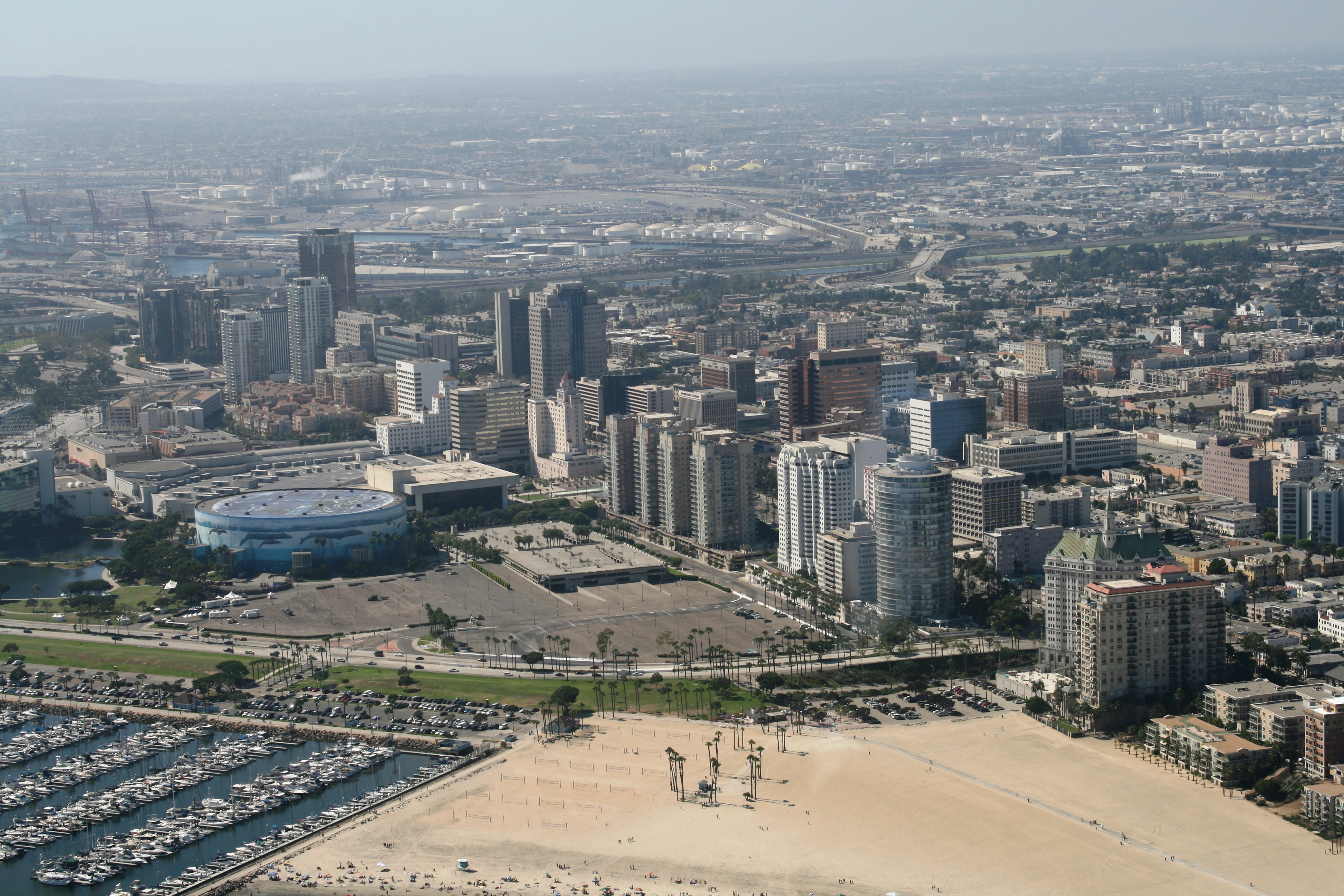
Vista del Long Beach Waterfront.

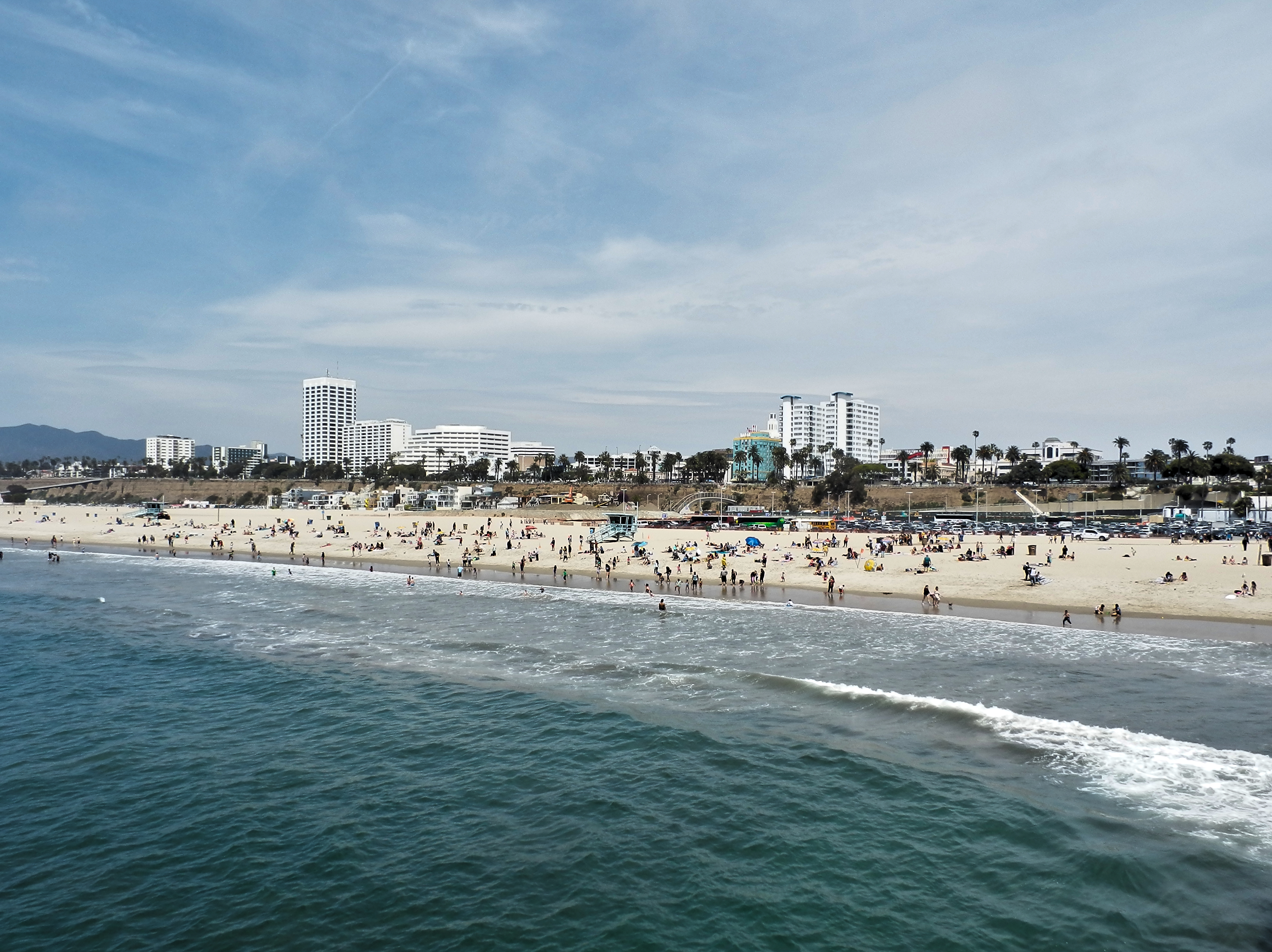
La spiaggia di Santa Monica.

- Banc of California Stadium – flag football e lacrosse; 22 000 posti
- Crypto.com Arena – ginnastica artistica, trampolino e pugilato (fasi finali); 18 000 posti
- Dodger Stadium – baseball; 56 000 posti
- Galen Center – badminton e ginnastica ritmica; 10 300 posti
- Grand Park – atletica (marce); 5 000 posti
- LA84 Foundation/John C. Argue Swim Stadium – tuffi; 5 000 posti
- Los Angeles Convention Center – judo, lotta, scherma, taekwondo e tennis tavolo;
- Los Angeles Memorial Coliseum – cerimonie di apertura e chiusura e atletica; 60 000 posti
- Microsoft Theater – sollevamento pesi e pugilato (fasi preliminari); 7 100 posti

#### Zona Valley
- Sepulveda Basin Recreation Area – ciclismo (corsa BMX);
- Sepulveda Basin Recreation Area – ciclismo (BMX freestyle);
- Sepulveda Basin Recreation Area – pallacanestro 3x3;
- Sepulveda Basin Recreation Area – pentathlon moderno;
- Sepulveda Basin Recreation Area – skateboard;

#### Zona South Bay
- Impianto di atletica leggera del Dignity Health Sports Park – hockey su prato; 20 000 posti
- Stadio principale del Dignity Health Sports Park – pentathlon moderno e tiro con l'arco; 27 000 posti
- Stadio di tennis del Dignity Health Sports Park – tennis; 8 000 posti
- VELO Sports Center – ciclismo (gare su pista); 2 450 posti

#### Zona Long Beach
- Alamitos Beach – beach volley;
- Belmont Veterans Memorial Pier – vela (Formula Kite e IQFoil); 6 000 posti
- Long Beach Arena – pallamano; 14 000 posti
- Long Beach Convention Center – Tiro a segno;
- Long Beach Convention Center Lot – arrampicata sportiva, pallanuoto, nuoto artistico;
- Long Beach Marine Stadium – canottaggio e canoa/kayak (velocità); 14 000 posti
- Long Beach Waterfront – canottaggio costiero e nuoto (gare di fondo);
- Porto di Los Angeles – vela (ILCA 6 e 7, 470, 49er e 49erFX, Nacra 17);

#### Grande Los Angeles
- Fairplex di Pomona – cricket;
- Frank G. Bonelli Regional Park – ciclismo (mountain bike); 3 000 posti
- Honda Center – pallavolo; 18 000 posti
- Intuit Dome – pallacanestro; 18 000 posti
- LA Clays Shooting Sports Park di South El Monte – tiro a volo;
- Riviera Country Club – golf; 30 000 posti
- Santa Anita Park di Arcadia – equitazione;
- Santa Monica Beach – atletica (maratone), ciclismo (gare su strada) e triathlon;
- SoFi Stadium – cerimonia di apertura e nuoto; 70 000 posti
- Trestles di San Clemente – surf;
- Universal Studios Lot – squash;

#### Altre sedi
- Devon Park di Oklahoma City – softball; 13 000 posti
- Riversport OKC di Oklahoma City – canoa/kayak (slalom); 8 000 posti

### Simboli

#### Emblema
Il 1º settembre 2020, il comitato organizzatore di LA28 ha svelato l'emblema per i Giochi olimpici del 2028, raffigurante i caratteri "LA" e "28" in un layout sovrapposto. La "A" in "LA" è progettata per essere intercambiabile, con varianti create in collaborazione con atleti, artisti, designer, celebrità e altre figure (come la musicista Billie Eilish, la comica Lilly Singh e l'attrice Reese Witherspoon). Esiste anche la variante principale derivata dall'emblema "Stars in Motion" delle Olimpiadi estive del 1984.
Il presidente del comitato organizzatore Casey Wasserman ha spiegato che l'intercambiabilità del logo aveva lo scopo di "mettere in mostra la creatività collettiva della nostra comunità e celebrare la diversità che ci rende forti", poiché la città "sfida un'identità singolare". Il responsabile marketing Amy Gleeson ha dichiarato che l'emblema è stato progettato per "promuovere una connessione più profonda con il pubblico che avrà tra i 20 e i 30 anni quando si terranno i giochi".
Il 23 marzo 2024, l'aereo Airbus A350 della Delta Air Lines degli Stati Uniti è stato avvistato nella speciale livrea LA28 all'aeroporto di Tolosa Blagnac a Blagnac, in Francia.
Un'altra variante del logo in onore di Kobe Bryant ha debuttato il 12 agosto 2024. Cinque volte campione NBA con i Los Angeles Lakers e due volte medaglia d'oro olimpica nel basket con la nazionale maschile degli Stati Uniti nel 2008 e nel 2012, Bryant aveva sostenuto Los Angeles come sede dei Giochi estivi del 2028 prima della sua morte nel 2020. La vedova di Kobe Bryant, Vanessa, ha disegnato il logo, che include il logo Nike di Kobe inciso nella lettera A in LA.

## I Giochi

### Paesi partecipanti
- Brasile (18)
- Colombia (18)
- Stati Uniti (36) (paese ospitante)

### Discipline
Secondo l'attuale politica del Comitato Olimpico Internazionale (CIO), il programma dei Giochi olimpici estivi si compone di 28 sport "principali", a cui possono aggiungersi altri sport proposti dal comitato organizzatore e approvati dal CIO, con l'obiettivo di aumentare l'interesse della popolazione locale.
Il 9 dicembre 2021, il CIO ha dichiarato che pentathlon moderno, pugilato e sollevamento pesi erano stati rimossi dal programma dei Giochi olimpici del 2028 e che saranno inclusi nuovamente solo se i rispettivi organi direttivi avranno risolto le problematiche sollevate dal CIO entro il 2023. Il 16 ottobre del 2023, a Mumbai, in India, il CIO riammette il sollevamento pesi e il pentathlon nel programma olimpico, ma il pugilato resta in uno stato provvisorio fino a nuovo avviso a causa di problemi irrisolti, tra cui l'espulsione dell'IBA e della portata insufficiente della World Boxing.
Allo stesso tempo, il comitato esecutivo del CIO ha proposto di rendere arrampicata sportiva, skateboard e surf parte degli sport "principali" dell'edizione del 2028, dopo il loro debutto come sport aggiuntivi avvenuto con successo ai Giochi olimpici del 2020 e il loro ritorno, sempre come eventi aggiuntivi, previsto per il 2024. Il 3 febbraio 2022 il CIO ha approvato ufficialmente la proposta. Il comitato organizzatore di Los Angeles 2028 ha proposto cinque sport facoltativi: baseball/softball, cricket, flag football, lacrosse e squash. Nell'ottobre del 2023 il CIO approva cinque sport: Baseball/Softball, Cricket (T20) e Lacrosse (a sei), che rientrano nel programma olimpico; Flag football e Squash, sono novità assolute alle Olimpiadi.
Il 17 marzo 2025 Thomas Bach, presidente del Comitato Olimpico Internazionale, annuncia che la boxe torna alle Olimpiadi.
Delle 16 nuove discipline proposte dagli sport olimpici esistenti, il beach sprint rowing (canottaggio sprint sulla spiaggia) è stata l'unica ad essere accettata dal CIO. Sostituirà la categoria doppio leggero e consisterà in eventi individuali per uomini e donne, nonché in un evento misto doppio.
Si prevede che il pentathlon moderno impiegherà un nuovo formato che sostituisce il salto a ostacoli con la corsa a ostacoli.
| Disciplina           | Disciplina                                                  | Maschile | Femminile  | Misti | Totali   |
| -------------------- | ----------------------------------------------------------- | -------- | ---------- | ----- | -------- |
| Arrampicata sportiva | Arrampicata sportiva                                        | 2        | 2          |       | 4        |
| Atletica leggera     | Atletica leggera                                            | 23       | 23         | 2     | 48       |
| Badminton            | Badminton                                                   | 2        | 2          | 1     | 5        |
| Baseball/Softball    | Baseball/Softball                                           | 1        | 1          |       | 2        |
| Calcio               | Calcio                                                      | 1        | 1          |       | 2        |
| Canoa/kayak          | Canoa velocità Canoa slalom                                 | 5 3      | 5 3        |       | 10 6     |
| Canoa/kayak          | Totale                                                      | 8        | 8          |       | 16       |
| Canottaggio          | Canottaggio                                                 | 7        | 7          | 1     | 15       |
| Ciclismo             | BMX Ciclismo su pista Ciclismo su strada Mountain biking    | 2 6 2 1  | 2 6 2 1    |       | 4 12 4 2 |
| Ciclismo             | Totale                                                      | 11       | 11         |       | 22       |
| Cricket              | Cricket                                                     | 1        | 1          |       | 2        |
| Equitazione          | Concorso completo Dressage Salto ostacoli                   |          |            | 2     | 2        |
| Equitazione          | Totale                                                      |          |            | 6     | 6        |
| Flag football        | Flag football                                               | 1        | 1          |       | 2        |
| Ginnastica           | Ginnastica artistica Ginnastica ritmica Trampolino elastico | 8 1      | 6 2 1      |       | 14 2     |
| Ginnastica           | Totale                                                      | 9        | 9          |       | 18       |
| Golf                 | Golf                                                        | 1        | 1          |       | 2        |
| Hockey su prato      | Hockey su prato                                             | 1        | 1          |       | 2        |
| Judo                 | Judo                                                        | 7        | 7          | 1     | 15       |
| Lacrosse             | Lacrosse                                                    | 1        | 1          |       | 2        |
| Lotta                | Lotta libera Lotta greco-romana                             | 6        | 6 ⠀        |       | 12 6     |
| Lotta                | Totale                                                      | 12       | 6          |       | 18       |
| Pallacanestro        | Pallacanestro Pallacanestro 3x3                             | 1        | 1          |       | 2        |
| Pallacanestro        | Totale                                                      | 2        | 2          |       | 4        |
| Pallamano            | Pallamano                                                   | 1        | 1          |       | 2        |
| Pallavolo            | Beach volley Pallavolo                                      | 1        | 1          |       | 2        |
| Pallavolo            | Totale                                                      | 1        | 1          |       | 2        |
| Pentathlon moderno   | Pentathlon moderno                                          | 1        | 1          |       | 2        |
| Pugilato             | Pugilato                                                    | 7        | 6          |       | 13       |
| Rugby a 7            | Rugby a 7                                                   | 1        | 1          |       | 2        |
| Scherma              | Scherma                                                     | 6        | 6          |       | 12       |
| Skateboard           | Skateboard                                                  | 2        | 2          |       | 4        |
| Sollevamento pesi    | Sollevamento pesi                                           | 5        | 5          |       | 10       |
| Sport acquatici      | Nuoto Nuoto di fondo Nuoto artistico Pallanuoto Tuffi       | 17 1 4   | 17 1 2 1 4 | 1     | 35 2 8   |
| Sport acquatici      | Totale                                                      | 23       | 25         | 1     | 48       |
| Squash               | Squash                                                      | 1        | 1          |       | 2        |
| Surf                 | Surf                                                        | 1        | 1          |       | 2        |
| Taekwondo            | Taekwondo                                                   | 4        | 4          |       | 8        |
| Tennis               | Tennis                                                      | 2        | 2          | 1     | 5        |
| Tennistavolo         | Tennistavolo                                                | 2        | 2          | 1     | 5        |
| Tiro a segno/volo    | Tiro a segno/volo                                           | 6        | 6          | 3     | 15       |
| Tiro con l'arco      | Tiro con l'arco                                             | 2        | 2          | 1     | 5        |
| Triathlon            | Triathlon                                                   | 1        | 1          | 1     | 3        |
| Vela                 | Vela                                                        | 3        | 3          | 4     | 10       |
| Totale (36 sport)    | Totale (36 sport)                                           | 160      | 156        | 23    | 338      |

### Calendario degli eventi
La prima versione del calendario delle competizioni è stata presentata dal comitato organizzatore il 15 luglio 2025. Per facilitare l'uso del SoFi Stadium sia per le cerimonie di apertura che per il nuoto, è previsto che la programmazione degli eventi di nuoto e atletica venga invertita rispetto alla tradizionale programmazione olimpica. Per la prima volta nella storia dei Giochi olimpici, l'atletica leggera avrà quindi luogo durante la prima settimana dei Giochi, dopodiché lo stadio verrà riconfigurato per scoprire la piscina in preparazione per la gara di nuoto durante la seconda settimana.
| ● | Cerimonia di apertura |  | Competizioni |  | Finali | G | Galà della ginnastica | ● | Cerimonia di chiusura |

| Luglio 2028           | Luglio 2028           | Mer  | Gio  | Ven  | Sab  | Dom  | Lun  | Mar  | Mer  | Gio  | Ven  | Sab  | Dom  | Lun  | Mar  | Mer  | Gio  | Ven  | Sab  | Dom  | Totale | Totale |
| Luglio 2028           | Luglio 2028           | 12   | 13   | 14   | 15   | 16   | 17   | 18   | 19   | 20   | 21   | 22   | 23   | 24   | 25   | 26   | 27   | 28   | 29   | 30   | Totale | Totale |
| --------------------- | --------------------- | ---- | ---- | ---- | ---- | ---- | ---- | ---- | ---- | ---- | ---- | ---- | ---- | ---- | ---- | ---- | ---- | ---- | ---- | ---- | ------ | ------ |
| Cerimonia di apertura | Cerimonia di apertura |      |      | ●    |      |      |      |      |      |      |      |      |      |      |      |      |      |      |      |      | N.D.   | N.D.   |
| Arrampicata sportiva  | Arrampicata sportiva  |      |      |      |      |      |      |      |      |      |      |      |      |      |      | ●    | ●    | ●    | ●    |      | 6      | 6      |
| Atletica leggera      | Atletica leggera      |      |      |      | ●    | ●    | ●    | ●    | ●    | ●    | ●    | ●    | ●    | ●    |      |      | ●    |      | ●    | ●    | 48     | 48     |
| Badminton             | Badminton             |      |      |      |      |      |      |      |      |      |      | ●    | ●    | ●    |      |      |      |      |      |      | 5      | 5      |
| Baseball/softball     | Baseball              |      |      |      |      |      |      |      |      | ●    |      |      |      |      |      |      |      |      |      |      | 1      | 2      |
| Baseball/softball     | Softball              |      |      |      |      |      |      |      |      |      |      |      |      |      |      |      |      |      | ●    |      | 1      | 2      |
| Calcio                | Calcio                |      |      |      |      |      |      |      |      |      |      |      |      |      |      |      |      | ●    | ●    |      | 2      | 2      |
| Canoa/kayak           | Slalom                |      |      |      | ●    | ●    |      | ●    | ●    |      |      | ●    |      |      |      |      |      |      |      |      | 6      | 16     |
| Canoa/kayak           | Velocità              |      |      |      |      |      |      |      |      |      |      |      |      |      |      | ●    |      | ●    | ●    |      | 10     | 16     |
| Canottaggio           | Canottaggio           |      |      |      |      |      | ●    | ●    | ●    | ●    | ●    | ●    |      | ●    | ●    |      |      |      |      |      | 14     | 14     |
| Ciclismo              | BMX                   |      |      |      |      | ●    |      |      |      |      |      |      |      |      |      |      |      |      | ●    |      | 4      | 22     |
| Ciclismo              | Ciclismo su pista     |      |      |      |      |      |      |      |      |      |      |      |      |      | ●    | ●    | ●    | ●    | ●    | ●    | 12     | 22     |
| Ciclismo              | Ciclismo su strada    |      |      |      |      |      |      |      | ●    |      |      | ●    | ●    |      |      |      |      |      |      |      | 4      | 22     |
| Ciclismo              | Mountain bike         |      |      |      |      |      | ●    | ●    |      |      |      |      |      |      |      |      |      |      |      |      | 2      | 22     |
| Cricket               | Cricket               |      |      |      |      |      |      |      |      | ●    |      |      |      |      |      |      |      |      | ●    |      | 2      | 2      |
| Equitazione           | Concorso completo     |      |      |      |      |      |      | ●    |      |      |      |      |      |      |      |      |      |      |      |      | 2      | 6      |
| Equitazione           | Dressage              |      |      |      |      |      |      |      |      |      |      |      | ●    | ●    |      |      |      |      |      |      | 2      | 6      |
| Equitazione           | Salto ostacoli        |      |      |      |      |      |      |      |      |      |      |      |      |      |      | ●    |      |      | ●    |      | 2      | 6      |
| Flag football         | Flag football         |      |      |      |      |      |      |      |      |      | ●    | ●    |      |      |      |      |      |      |      |      | 2      | 2      |
| Ginnastica            | Ginnastica artistica  |      |      |      |      |      | ●    | ●    | ●    | ●    |      | ●    | ●    | ●    | ●    | G    |      |      |      |      | 15     | 19     |
| Ginnastica            | Ginnastica ritmica    |      |      |      |      |      |      |      |      |      |      |      |      |      |      |      |      | ●    | ●    |      | 2      | 19     |
| Ginnastica            | Trampolino elastico   |      |      |      |      |      |      |      |      |      | ●    |      |      |      |      |      |      |      |      |      | 2      | 19     |
| Golf                  | Golf                  |      |      |      |      |      |      |      |      |      |      | ●    |      | ●    |      |      |      |      | ●    |      | 3      | 3      |
| Hockey su prato       | Hockey su prato       |      |      |      |      |      |      |      |      |      |      |      |      |      |      |      |      | ●    | ●    |      | 2      | 2      |
| Judo                  | Judo                  |      |      |      | ●    | ●    | ●    | ●    | ●    | ●    | ●    | ●    |      |      |      |      |      |      |      |      | 15     | 15     |
| Lacrosse              | Lacrosse              |      |      |      |      |      |      |      |      |      |      |      |      |      |      |      |      |      | ●    |      | 2      | 2      |
| Lotta                 | Lotta greco-romana    |      |      |      |      |      |      |      |      |      |      |      |      |      | ●    | ●    | ●    |      |      |      | 6      | 18     |
| Lotta                 | Lotta libera          |      |      |      |      |      |      |      |      |      |      |      |      |      | ●    | ●    | ●    | ●    | ●    | ●    | 12     | 18     |
| Pallacanestro         | Pallacanestro         |      |      |      |      |      |      |      |      |      |      |      |      |      |      |      |      |      | ●    | ●    | 2      | 4      |
| Pallacanestro         | Pallacanestro 3x3     |      |      |      |      |      |      |      |      |      |      | ●    |      |      |      |      |      |      |      |      | 2      | 4      |
| Pallamano             | Pallamano             |      |      |      |      |      |      |      |      |      |      |      |      |      |      |      | ●    | ●    |      |      | 2      | 2      |
| Pallavolo             | Beach volley          |      |      |      |      |      |      |      |      |      |      |      |      |      |      |      |      | ●    | ●    |      | 2      | 4      |
| Pallavolo             | Pallavolo             |      |      |      |      |      |      |      |      |      |      |      |      |      |      |      |      |      | ●    | ●    | 2      | 4      |
| Pentathlon moderno    | Pentathlon moderno    |      |      |      |      |      | ●    | ●    |      |      |      |      |      |      |      |      |      |      |      |      | 2      | 2      |
| Pugilato              | Pugilato              |      |      |      |      |      |      |      |      |      |      |      |      |      |      |      | ●    | ●    | ●    | ●    | 14     | 14     |
| Rugby a 7             | Rugby a 7             |      |      |      | ●    |      |      | ●    |      |      |      |      |      |      |      |      |      |      |      |      | 2      | 2      |
| Scherma               | Scherma               |      |      |      | ●    | ●    | ●    | ●    | ●    | ●    | ●    | ●    | ●    |      |      |      |      |      |      |      | 12     | 12     |
| Skateboard            | Skateboard            |      |      |      |      |      |      |      | ●    | ●    |      |      |      |      |      | ●    | ●    |      |      |      | 4      | 4      |
| Sollevamento pesi     | Sollevamento pesi     |      |      |      |      |      |      |      |      |      |      |      |      |      |      | ●    | ●    | ●    | ●    |      | 10     | 10     |
| Sport acquatici       | Nuoto                 |      |      |      |      |      |      |      |      |      |      | ●    | ●    | ●    | ●    | ●    | ●    | ●    | ●    | ●    | 41     | 55     |
| Sport acquatici       | Nuoto artistico       |      |      |      |      |      |      |      |      |      |      |      |      |      |      | ●    |      |      | ●    |      | 2      | 55     |
| Sport acquatici       | Nuoto di fondo        |      |      |      |      |      | ●    | ●    |      |      |      |      |      |      |      |      |      |      |      |      | 2      | 55     |
| Sport acquatici       | Pallanuoto            |      |      |      |      |      |      |      |      |      |      | ●    | ●    |      |      |      |      |      |      |      | 2      | 55     |
| Sport acquatici       | Tuffi                 |      |      |      |      |      | ●    |      | ●    |      | ●    | ●    |      |      | ●    | ●    | ●    | ●    |      |      | 8      | 55     |
| Squash                | Squash                |      |      |      |      |      |      |      |      |      |      |      | ●    | ●    |      |      |      |      |      |      | 2      | 2      |
| Surf                  | Surf                  |      |      |      |      |      |      | ●    |      |      |      |      |      |      |      |      |      |      |      |      | 2      | 2      |
| Taekwondo             | Taekwondo             |      |      |      |      |      |      |      |      |      |      |      |      |      |      | ●    | ●    | ●    | ●    |      | 8      | 8      |
| Tennis                | Tennis                |      |      |      |      |      |      |      |      | ●    |      |      |      |      |      |      | ●    | ●    |      |      | 5      | 5      |
| Tennistavolo          | Tennistavolo          |      |      |      |      |      | ●    | ●    | ●    |      |      | ●    | ●    |      |      |      |      |      | ●    |      | 6      | 6      |
| Tiro                  | Tiro                  |      |      |      | ●    | ●    | ●    | ●    | ●    | ●    |      | ●    | ●    | ●    | ●    |      |      |      |      |      | 15     | 15     |
| Tiro con l'arco       | Tiro con l'arco       |      |      |      |      |      |      |      |      |      | ●    |      |      | ●    | ●    | ●    | ●    | ●    |      |      | 6      | 6      |
| Triathlon             | Triathlon             |      |      |      | ●    | ●    |      |      |      | ●    |      |      |      |      |      |      |      |      |      |      | 3      | 3      |
| Vela                  | Vela                  |      |      |      |      |      |      |      |      | ●    | ●    |      |      |      |      | ●    | ●    | ●    |      |      | 10     | 10     |
| Cerimonia di chiusura | Cerimonia di chiusura |      |      |      |      |      |      |      |      |      |      |      |      |      |      |      |      |      |      | ●    | N.D.   | N.D.   |
| Medaglie              | Medaglie              | N.D. | N.D. | N.D. | N.D. | N.D. | N.D. | N.D. | N.D. | N.D. | N.D. | N.D. | N.D. | N.D. | N.D. | N.D. | N.D. | N.D. | N.D. | N.D. | 351    | 351    |
| Luglio 2028           | Luglio 2028           | Mer  | Gio  | Ven  | Sab  | Dom  | Lun  | Mar  | Mer  | Gio  | Ven  | Sab  | Dom  | Lun  | Mar  | Mer  | Gio  | Ven  | Sab  | Dom  | Totale | Totale |
| Luglio 2028           | Luglio 2028           | 12   | 13   | 14   | 15   | 16   | 17   | 18   | 19   | 20   | 21   | 22   | 23   | 24   | 25   | 26   | 27   | 28   | 29   | 30   | Totale | Totale |

### Cerimonie
Nel gennaio 2017, il comitato organizzatore aveva proposto di tenere le cerimonie di apertura e chiusura sia al SoFi Stadium che allo storico Los Angeles Memorial Coliseum, in un riconoscimento del suo ruolo nelle Olimpiadi del 1932 e del 1984. I piani prevedevano che l'ultima tappa della staffetta della torcia venisse lanciata in modo cerimoniale dal Coliseum, una trasmissione in simulcast della cerimonia di apertura vera e propria al SoFi Stadium per i presenti e la riaccensione cerimoniale dello storico braciere olimpico allo stadio una volta che il braciere fosse stato acceso a Inglewood. La cerimonia di chiusura si sarebbe tenuta al contrario, con i segmenti di apertura al SoFi Stadium e il protocollo ufficiale tenuto al Coliseum.